# Утятина

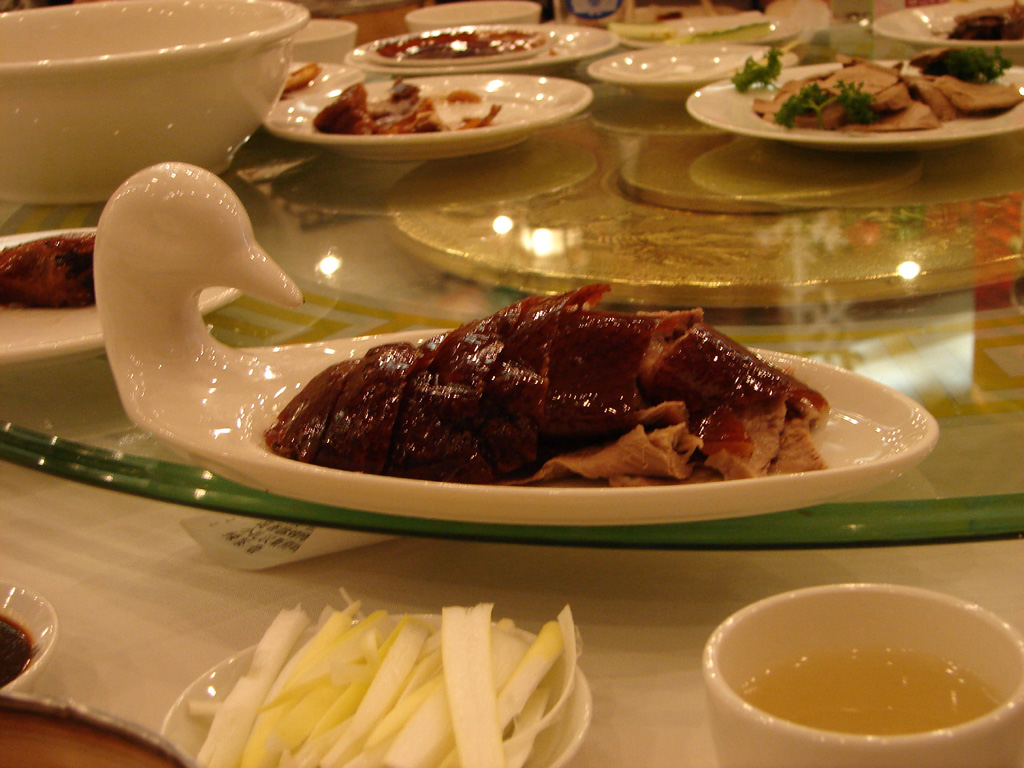
Утка по-пекински

Утятина — это мясо некоторых видов птиц семейства утиных, обитающих как в пресной, так и в солёной воде. Блюда из уток существуют во многих кухнях мира. Это жирное мясо, богатое железом и белком. Для приготовления блюд из утятины используется в основном её плоть, но блюда из утиных потрохов и внутренних органов не редкость, к примеру из печени уток делают фуа-гра.

## Особенности утятины
Утки являются одомашненной птицей и разводятся в производственных целях довольно давно. Мясо домашних уток сочное и нежное, имеет тёмно-коричневый или коричнево-красный цвет. В отличие от курятины или индюшатины, утятина не является диетическим мясом, так как она очень жирна. Содержит витамины В1, витамин C, витамин E, витамин D, медь, кальций, магний, фосфор, марганец, цинк и селен, а в печени утки много витамина A. В пищу обычно используют мясо утят-бройлеров или обычных домашних уток.

## В кулинарии

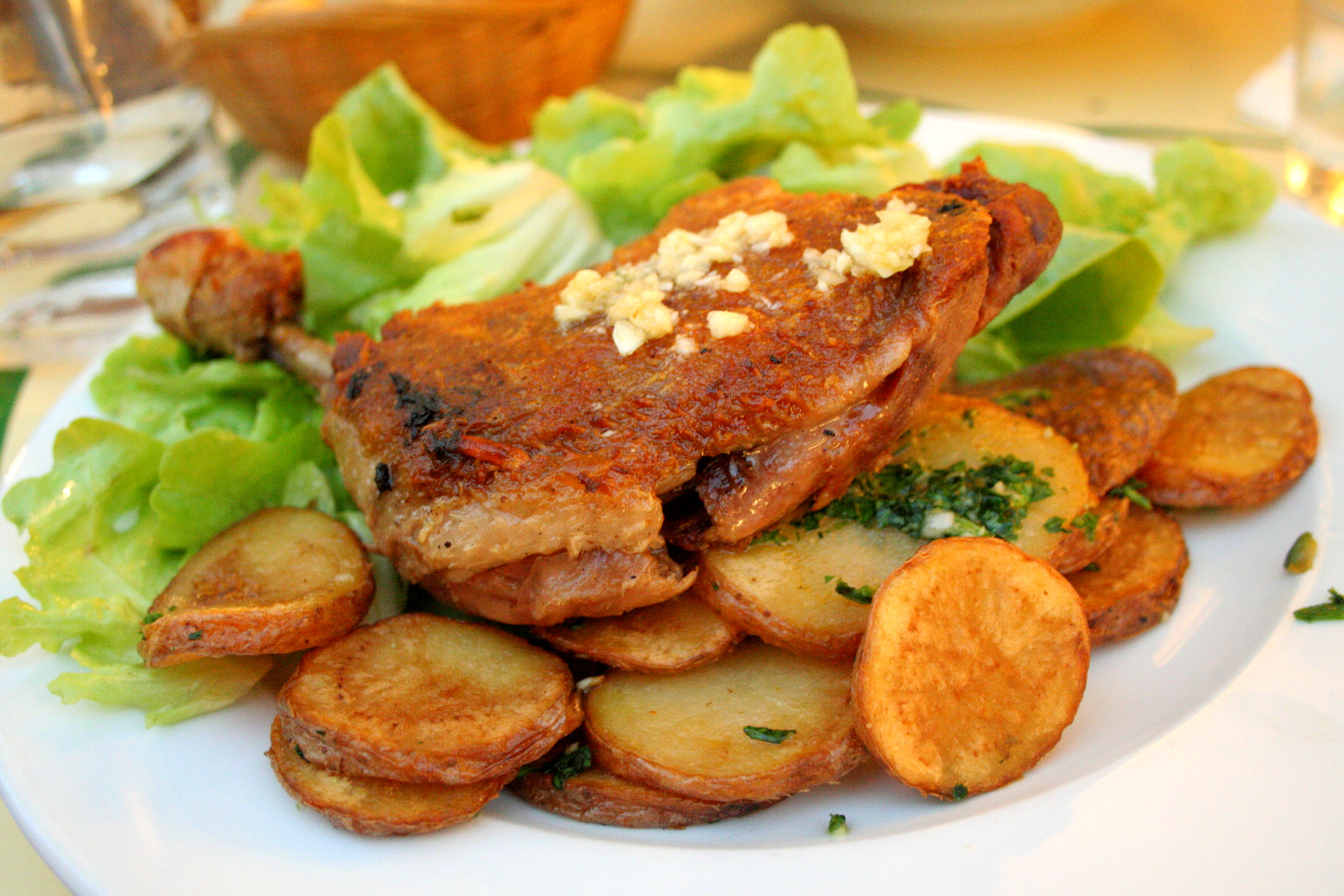
Утиное конфи из Café du Marché в Париже

Утятина используются во множестве блюд по всему миру, большинство рецептов из которых требуются обжаривания, чтобы кожа стала хрустящей, также в ход иногда идут куриные потроха и реже куриные яйца. Известные блюда из утки включают:
- Балют — (балу́т) (таг. Balut — обёрнутый вокруг чего-либо; вьет. Trứng vịt lộn, кит. 鴨仔蛋, кхмер. ពងទាកូន, paung tea kaun) — популярное блюдо восточной кухни, представляющее собой варёное утиное яйцо, в котором уже сформировался плод с оперением, хрящами и клювом.
- Утиное конфи (также утка конфи) — блюдо французской кухни: утиные ножки, приготовленные методом конфи (медленное, до 3-4 часов, томление в жире)[3]. Считается характерным блюдом для Гаскони.
- Чёрная поливка — густой суп из свиной, гусиной или утиной крови, известный многим европейским народам.

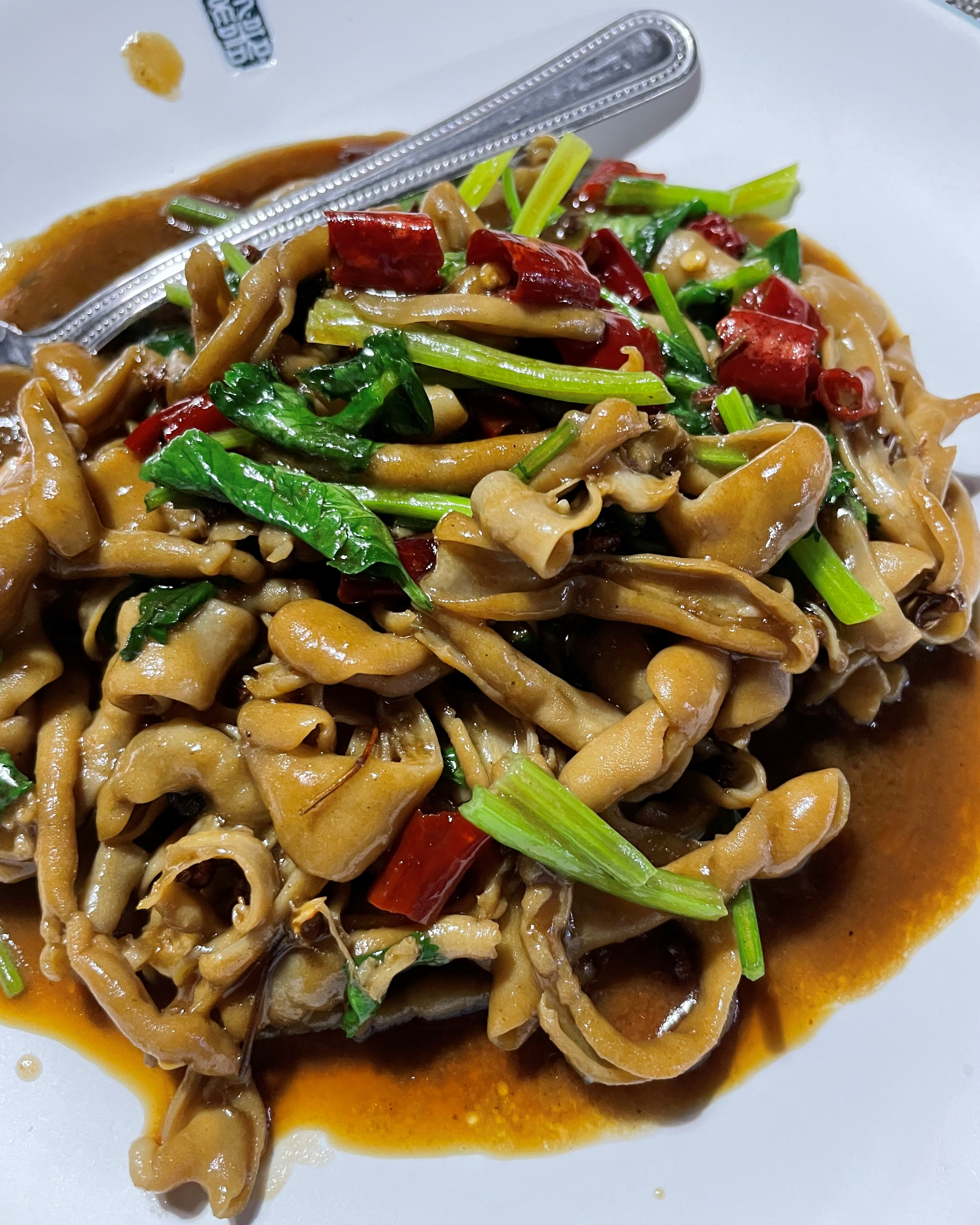
Утиные кишки, тушёные с зеленью и перцем — блюдо китайской кухни

- Кровяной пудинг — вьетнамское блюдо из сырой крови, которое в Северном Вьетнаме подают с варёным мясом. Свинина и утятина являются наиболее распространенными животными, используемыми для приготовления пудинга из сырой крови.
- Турдакен[4] (турдукен[5], индеуткур[6], жаркое «Три птицы») (англ. Turducken) — блюдо из мяса птицы, жаркое. Название образовано слиянием слов «индейка» (англ. turkey), «утка» (англ. duck) и «цыпленок» (англ. chicken). Представляет собой целые тушки птиц, вложенные одна в другую, наподобие матрёшки.
- Фуа-гра — специальным образом приготовленная печень откормленного гуся или чаще утки. Слово несклоняемое, среднего рода[7]. Одно из самых известных, популярных и спорных блюд французской кухни.

В Париже много десятилетий работает «La Tour d’Argent» известный своими блюдами из уток. Повара ресторана готовят утку особым способом: птиц зажаривают, после чего кости извлекают (выжимают) прессом, и на основе этого «кровавого» сока готовят свой фирменный соус, придающий блюду нежный вкус. Каждая утка, которая подаётся посетителю, имеет свой порядковый номер, о чём выдаётся сертификат. Каждый столик украшен фигуркой утки (серебряная, хрустальная, фарфоровая, керамическая).